# Maffliers
Maffliers är en kommun i departementet Val-d'Oise i regionen Île-de-France i norra Frankrike. Kommunen ligger i kantonen Viarmes som tillhör arrondissementet Sarcelles. År 2022 hade Maffliers 1 768 invånare.

## Befolkningsutveckling
Antalet invånare i kommunen Maffliers
| Referens: INSEE |